# Bugatti Rimac
Bugatti Rimac d.o.o. ist ein Joint Venture von Rimac Group und Porsche. Seinen Hauptsitz hat das Unternehmen in Sveta Nedelja, Kroatien, am Firmensitz von Rimac Group und Rimac Automobili.

## Struktur, Marken
Bugatti Rimac ist die Führungsgesellschaft von Bugatti Automobiles und Rimac Automobili. Porsche hält 45 % der Anteile, den Rest hält die Rimac Group, deren Anteilseigner sind Mate Rimac 35 %, Porsche 22 %, Hyundai 11 % und Streubesitz 32 %.

## Geschäftsführung

### Vorstand
(Stand: 1. November 2021 | Quelle:)
| Geschäftsbereich         | Name               | Mitglied seit    | vorheriges Wirken                                                        |
| ------------------------ | ------------------ | ---------------- | ------------------------------------------------------------------------ |
| Chief Executive Officer  | Mate Rimac         | 1. November 2021 | Chief Executive Officer, Rimac Automobili d.o.o.                         |
| Chief Operating Officer  | Christophe Piochon | 1. November 2021 | Produktionsleiter, Bugatti Automobiles S.A.S.                            |
| Chief Financial Officer  | Larissa Fleischer  | 1. November 2021 | Leiterin Controlling Digitalisierung & neue Geschäftsmodelle, Porsche AG |
| Chief Technology Officer | Emilio Scervo      | 1. November 2021 | Chief Technology Officer, Rimac Automobili d.o.o.                        |

### Aufsichtsrat
(Stand: 1. November 2021 | Quelle:)
| Name         | Mitglied seit    | Funktion                            |
| ------------ | ---------------- | ----------------------------------- |
| Oliver Blume | 1. November 2021 | Chief Executive Officer, Porsche AG |
| Lutz Meschke | 1. November 2021 | Finanz-Vorstand, Porsche AG         |

## Produktionsstandorte und Beschäftigungszahlen
(Stand: 1. November 2021)
|            | Unternehmen                | Standorte     | Mitarbeiter | Modelle            |
| ---------- | -------------------------- | ------------- | ----------- | ------------------ |
| Europa     |                            |               |             |                    |
| Frankreich | Bugatti Automobiles S.A.S. | Molsheim      | 120         | Bugatti Centodieci |
| Kroatien   | Rimac Automobili d.o.o.    | Sveta Nedelja | 536         | Rimac Nevera       |